# Rostnemertin
Rostnemertin (Protubulanus theeli) är en djurart som tillhör fylumet slemmaskar, och som först beskrevs av Bergendal 1902.  I den svenska databasen Dyntaxa används istället namnet Tubulanus theeli. Enligt Catalogue of Life ingår Rostnemertin i släktet Protubulanus och familjen Tubulanidae, men enligt Dyntaxa är tillhörigheten istället släktet Tubulanus, och ordningen Palaeonemertea. Arten är reproducerande i Sverige. Inga underarter finns listade i Catalogue of Life.